# グエン・ヴァン・ヒエン
グエン・ヴァン・ヒエン（ベトナム語: Nguyễn Văn Hiến / 阮文憲, 1954年10月15日 - ）は、ベトナムの軍人、政治家。ベトナム人民海軍司令官兼国防次官。
ベトナム民主共和国ニンビン省生まれ。1976年4月26日(公式には1977年10月26日)にベトナム共産党へ入党した。
1973年、軍事工科大学に合格。1年の研究活動の後、国防省により選抜され、ソ連アゼルバイジャン共和国バクーの士官学校において対艦ミサイルの研究のため派遣された。帰国後は海軍に所属。
1998年、海軍第4管区司令官に任命。
2000年、海軍副司令官兼参謀長に任命。
2004年、海軍司令官に任命された。2009年より、国防次官を兼務。
2011年12月5日に、ザップ・ヴァン・クオンに次ぎ史上二人目の都督（上将）に昇進した。
ベトナム共産党中央委員会の委員であり、ベトナム国会の議員も務めている。
2014年4月、海軍司令官職をファム・ホアイ・ナム准都督に譲り、国防次官の専任となった。